# Franz Planer
Franz F. Planer, conosciuto anche come Frank Planer (Karlovy Vary, 29 marzo 1894 – Hollywood, 10 gennaio 1963), è stato un direttore della fotografia austriaco naturalizzato statunitense.

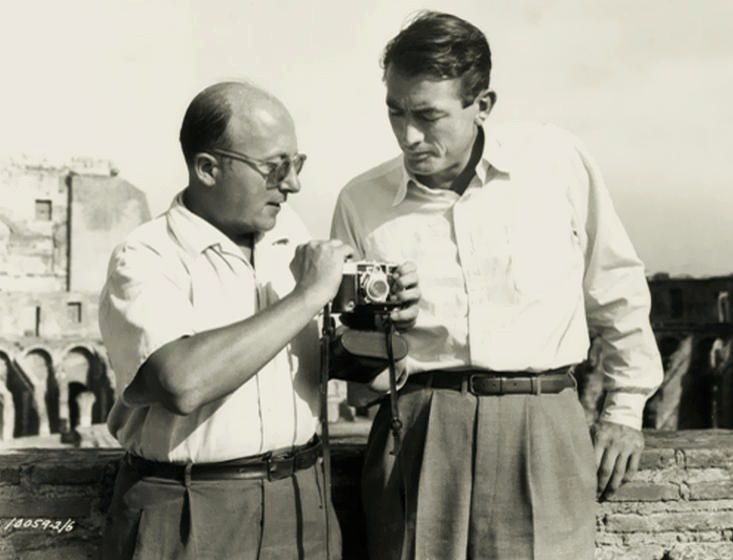
Franz Planer insieme a Gregory Peck sul set di Vacanze romane (1953).

Ottenne per cinque volte la candidatura all'Oscar alla migliore fotografia, quattro nella sezione "bianco e nero" (1949, 1951, 1953 e 1961) e una in quella "colore" (1959).

## Filmografia parziale
- Der Ochsenkrieg, regia di Franz Osten (1920)
- Der Klosterjäger, regia di Franz Osten (1920)
- Sodom und Gomorrha, regia di Mihaly Kertész (1922)
- Monna Vanna, regia di Richard Eichberg (1922)
- Finanze del granduca (Die Finanzen des Großherzogs), regia di Friedrich Wilhelm Murnau (1924)
- Bara en danserska, regia di Olof Molander (1926)
- Der Sohn des Hannibal, regia di Felix Basch (1926)
- La mandragora (Alraune), regia di Henrik Galeen (1928)
- Die Rothausgasse, regia di Richard Oswald (1928)
- Weib in Flammen, regia di Max Reichmann (1928)
- Questa notte... forse sì (Heute Nacht - eventuell), regia di E. W. Emo (1930)
- I cavalieri della montagna (Der Sohn der weißen Berge), regia di Mario Bonnard e Luis Trenker (1930)
- La sirenetta dell'autostrada (Die Drei von der Tankstelle), regia di Wilhelm Thiele (1930)
- Mai più l'amore (Nie wieder Liebe!), regia di Anatole Litvak (1931)
- Il principe d'Arcadia (Der Prinz von Arkadien), regia di Karl Hartl (1932)
- La contessa di Montecristo (Die Gräfin von Monte-Christo), regia di Karl Hartl (1932)
- Eine Stadt steht kopf, regia di Gustaf Gründgens (1933)
- Der Choral von Leuthen, regia di Carl Froelich e Arzén von Cserépy (1933)
- Amanti folli (Liebelei), regia di Max Ophüls (1933)
- Angeli senza paradiso (Leise flehen meine Lieder), regia di Willi Forst (1933)
- Dactylo se marie, regia di Joe May e René Pujol (1934)
- Mascherata (Maskerade), regia di Willi Forst (1934)
- Così finì un amore (So endete eine Liebe), regia di Karl Hartl (1934)
- The Divine Spark, regia di Carmine Gallone (1935)
- Casta Diva, regia di Carmine Gallone (1935)
- Taras Bulba (Tarass Boulba), regia di Alexis Granowsky (1936)
- L'amato vagabondo (The Beloved Vagabond), regia di Kurt Bernhardt (1936)
- Ave Maria (Ave Maria de Schubert), regia di Max Ophüls - cortometraggio (1936)
- Incantesimo (Holiday), regia di George Cukor (1938)
- A nord di Shanghai (North of Shanghai), regia di D. Ross Lederman (1939)
- Indietro non si torna (Escape to Glory), regia di John Brahm (1940)
- La fidanzata di mio marito (Our Wife), regia di John M. Stahl (1941)
- Martin Eden (The Adventures of Martin Eden), regia di Sidney Salkow (1942)
- The Wife Takes a Flyer, regia di Richard Wallace (1942)
- Flight Leutenant, regia di Sidney Salkow (1942)
- Nasce una stella (Something to Shout About), regia di Gregory Ratoff (1943)
- Ombre sul mare (Destroyer), regia di William A. Seiter (1943)
- Carolina Blues, regia di Leigh Jason (1943)
- L'ottava meraviglia (Once Upon a Time), regia di Alexander Hall (1944)
- Comando segreto (Secret Command), regia di A. Edward Sutherland (1944)
- Incatenata (The Chase), regia di Arthur Ripley (1946)
- Re in esilio (The Exile), regia di Max Ophüls (1947)
- Lettera da una sconosciuta (Letter from an Unknown Woman), regia di Max Ophüls (1948)
- Il bacio di Venere (One Touch of Venus), regia di William A. Seiter (1948)
- Doppio gioco (Criss Cross), regia di Robert Siodmak (1949)
- Il grande campione (Champion), regia di Mark Robson (1949)
- Passo falso (Take One False Step), regia di Chester Erskine (1949)
- Cirano di Bergerac (Cyrano de Bergerac), regia di Michael Gordon (1950)
- La vendicatrice (Vendetta), regia di Mel Ferrer (1950)
- The Scarf, regia di Ewald André Dupont (1951)
- Più forte dell'amore (The Blue Veil), regia di Curtis Bernhardt e, non accreditato, Busby Berkeley (1951)
- Morte di un commesso viaggiatore (Death of a Salesman), regia di László Benedek (1951)
- I dannati (Decision Before Dawn), regia di Anatole Litvak (1951)
- Vacanze romane (Roman Holiday), regia di William Wyler (1953)
- Non cercate l'assassino (99 River Street), regia di Phil Karlson (1953)
- La lunga notte (The Long Wait), regia di Victor Saville (1954)
- L'ammutinamento del Caine (The Caine Mutiny), regia di Edward Dmytryk (1954)
- Ventimila leghe sotto i mari (20,000 Leagues Under the Sea), regia di Richard Fleischer (1954)
- Proiettile in canna (A Bullet Is Waiting), regia di John Farrow (1954)
- Nessuno resta solo (Not as a Stranger), regia di Stanley Kramer (1955)
- La mano sinistra di Dio (The Left Hand of God), regia di Edward Dmytryk (1955)
- Orgoglio e passione (The Pride and the Passion), regia di Stanley Kramer (1957)
- Fascino del palcoscenico (Stage Struck), regia di Sidney Lumet (1958)
- Il grande paese (The Big Country), regia di William Wyler (1958)
- La storia di una monaca (The Nun's Story), regia di Fred Zinnemann (1959)
- Gli inesorabili (The Unforgiven), regia di John Huston (1960)
- Il re dei re (King of Kings), regia di Nicholas Ray (1961)
- Colazione da Tiffany (Breakfast at Tiffany's), regia di Blake Edwards (1961)
- Quelle due (The Children's Hour), regia di William Wyler (1961)